# Helgonsagor
Helgonsagor (isl. Heilagra manna sögur) tillhör den fornvästnordisk litteraturen. De flesta är översatta till fornnordiska från andra språk. En del av dessa sagor gavs ut i två volymer år 1877 av Carl Richard Unger. I dessa ingår:
- Agathu saga meyjar
- Agnesar saga meyjar
- Alexis saga
- Ambrosius saga byskups
- Antonius saga
- Augustinus saga
- Barbare saga
- Benedictus saga
- Blasius saga
- Brandanus saga, fragment
- Ceciliu saga meyjar
- Crucis legendæ
- Dionysius saga
- Dorotheu saga
- Duggals Leizla
- Erasmus saga
- Fides spes caritas
- Gregorius saga
- Hallvarðs saga
- Katerine saga
- Laurentius saga
- Lucie saga
- Malcus saga
- Margrétar saga
- Maríu saga egipzku
- Marthe saga ok Marie Magdalene
- Martinus saga byskups
- Mauritius saga
- Maurus saga
- Michaels saga
- Niðrstigningar saga
- Nikolaus saga erkibyskups
- Olafs saga hins helga
- Páls saga eremita
- Placidus saga
- Quadraginta militum passiu
- Remigius saga
- Sebastianus saga, fragment
- Septem dormientes, fragment
- Silvesters saga
- Stephanus saga
- Theodorus saga
- Thomas saga erkibyskups, fragment
- Vincencius saga
- Vitus saga
- Vitæ patrum